# PHPDocumentor
phpDocumentor – narzędzie napisane w PHP, służące dokumentowaniu innych aplikacji napisanych w tym języku. Na podstawie specjalnych komentarzy wewnątrz kodu źródłowego skryptu - phpDoc - pozwala wygenerować dokumentację skryptu.
phpDocumentor wspiera zarówno kod napisany obiektowo jak i strukturalnie. Tworzy dokumentację w formacie HTML, CHM oraz PDF, co pozwala na szybkie i wygodne zapoznanie się przez innych programistów z API bądź fragmentami kodu skryptu. phpDocumentor jest skryptem o otwartym źródle oraz może być wykorzystywany w projektach komercyjnych.